# Upstate Face
Upstate Face, född 26 maj 2016 i Vomb i Skåne län, är en svensk varmblodig travhäst. Han tränas och körs av Adrian Kolgjini. Han är uppfödd av Lutfi Kolgjini.
Upset Face började tävla i juli 2018 och tog sin första seger i den tredje starten. Han har till april 2022 sprungit in 2,3 miljoner kronor på 44 starter varav 11 segrar, 7 andraplatser och 6 tredjeplatser. Han har tagit karriärens hittills största seger i Bronsdivisionens final (maj 2021). Han har även kommit på andraplats i Svenskt Mästerskap (2021) samt på tredjeplats i Hugo Åbergs Memorial (2021) och C.L. Müllers Memorial (2021).

## Karriär
Upstate Face debuterade på tävlingsbanan den 31 juli 2018 i ett tvååringslopp på hemmabanan Jägersro. Han kom på femteplats efter att ha galopperat i loppet. Han kördes av sin uppfödare Lutfi Kolgjini och mötte flera stallkamrater, bland annat Ubiquarian Face som också gjorde sin tävlingsdebut i det loppet. Han tog karriärens första seger i sin tredje start, den 12 februari 2019 på Jägersro, där han segrade från ledningen.
Upstate Face fick sitt stora genombrott 2021. Under Elitloppshelgen 2021 på Solvalla stod han för en imponerande insats efter att ha vunnit Bronsdivisionens final från spår 12 efter en stark slutspurt. I nästa start segrade han i sin debut i Silverdivisionen under samma tävlingsdag som Jämtlands Stora Pris. Han vann loppet med fem längder och på tiden 1.09,5 över 1640 meter vilket innebar nytt banrekord. Efter loppet började spekulationer i travmedia om att han är sin tränare Adrian Kolgjinis nästa topphäst i stallet där stallkamraten Tae Kwon Deo just nu är den största stjärnan. Han tog ytterligare en överlägsen seger i Silverdivisionen den 19 juni under samma tävlingsdag som Norrbottens Stora Pris. Han blev inbjuden till att starta i Hugo Åbergs Memorial på Jägersro den 27 juli 2021. I loppet ställdes han för första gången mot världseliten och han hävdade sig väl med en tredjeplats som resultat. Han deltog därefter i Jubileumspokalen den 18 augusti men blev där diskvalificerad för galopp. Han kom på andraplats i Svenskt Mästerskap den 9 oktober 2021, slagen med en hals av Very Kronos. Han kom även på tredjeplats i C.L. Müllers Memorial den 30 oktober, detta blev också 2021 års sista start. Under året hade Upstate Face segrat i en tredjedel av sina 15 starter och sprungit in över 1,5 miljoner kronor.
År 2022 årsdebuterade Upstate Face den 12 mars med att komma på tredjeplats i ett försök av Gulddivisionen på Åbytravet. Den 9 april, i årets tredje start, tog han en överlägsen seger i L.C. Peterson-Broddas Minneslöpning på Jägersro. Segern innebar att han kvalificerade sig för Paralympiatravets final.

## Statistik
| Statistik för Upstate Face (Ref.) | Statistik för Upstate Face (Ref.) | Statistik för Upstate Face (Ref.) | Statistik för Upstate Face (Ref.) | Statistik för Upstate Face (Ref.) | Statistik för Upstate Face (Ref.) |
| --------------------------------- | --------------------------------- | --------------------------------- | --------------------------------- | --------------------------------- | --------------------------------- |
| Starter                           | Placeringar                       | Startprissumma                    | Segerprocent                      | Platsprocent                      | Rekord                            |
| 44                                | 11-7-6                            | 2 314 026 kr                      | 25 %                              | 55 %                              | 9,5ak, 11,7am, 12,2al             |